# Habsburg–Lotaringiai József Károly főherceg
Habsburg–Lotaringiai József Károly (ismert még mint Ausztriai József Károly főherceg, korabeli ragadványnevén „Palatinus Jóska”, németül: Erzherzog Joseph Karl von Österreich) (Pozsony, Osztrák Császárság, 1833. március 2. – Fiume, Ausztria–Magyarország, 1905. június 13.), a Habsburg–Lotaringiai-ház nádori ágából származó osztrák főherceg, József nádor és Mária Dorottya württembergi hercegnő gyermeke, a Magyar Királyi Honvédség főparancsnoka, lovassági tábornok, a Magyar Tudományos Akadémia igazgatósági, majd tiszteleti tagja.

## Származása, testvérei

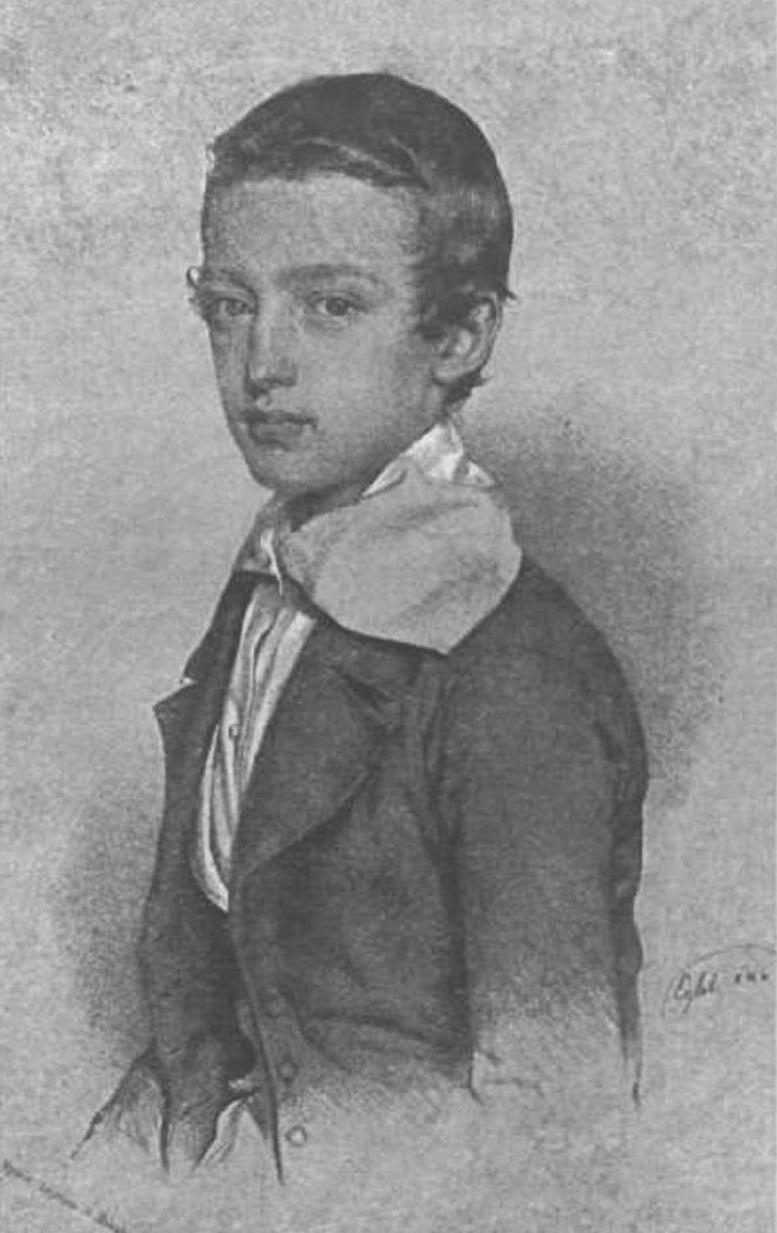
Az ifjú József Károly főherceg

József Károly főherceg a Habsburg–Lotaringiai-ház magyar ágából származott.
Édesapja József nádor, azaz József Antal János osztrák főherceg (1776–1847) volt, aki 1796-tól haláláig a Magyar Királyság nádori méltóságát viselte. Édesanyja a nádor harmadik felesége, az evangélikus vallású Mária Dorottya württembergi hercegnő (1797–1855) volt. Házasságukból öt gyermek született:
- Erzsébet Karolina főhercegnő (*/† 1820, egy hónapig élt).
- Sándor Lipót Ferdinánd főherceg (1825–1837), 12 évesen meghalt
- Erzsébet Franciska Mária főhercegnő (1831–1903), akinek első férje Habsburg–Estei Ferdinánd Károly Viktor főherceg (1821–1849), második férje  Habsburg–Tescheni Károly Ferdinánd főherceg lett.
- József Károly Lajos főherceg (1833–1905), császári-királyi lovassági tábornok, 1869-től a Magyar Királyi Honvédség főparancsnoka.
- Mária Henrietta főhercegnő (1836–1902), belga királyné, II. Lipót belga király felesége.

József Károly főherceg idősebb féltestvérei apjának második, Hermina Anhalt-Bernburg-Schaumburg-Hoym-i hercegnővel (1797–1817) kötött házasságából:
- Hermina Amália Mária főhercegnő (1817–1842), aki később egy prágai apácakolostor főnökasszonya lett.
- István Ferenc főherceg (1817–1867), aki István nádor néven 1847-től 1848. szeptember 24-éig Magyarország utolsó nádora lett.

## Katonai pályája
Alapos nevelést kapott, amely kiterjedt a katonai ismeretekre is, nevelője Rómer Flóris volt. 1845-ben hadapródként lépett a császári hadsereg 12. (Nádor) huszárezredébe, amelynek a mindenkori nádor volt az ezredtulajdonosa. 1853-tól a 3. dragonyos ezred őrnagya volt (ez időben Kecskeméten és Kiskunfélegyháza környékén időzött az ezred), majd rövid időre elhagyta a lovasságot és a 60. (Wasa) gyalogezredben szolgált. 1855-től a 8. dragonyos ezred ezredese és a 37. gyalogezred ezredtulajdonosa lett, mely nevét is felvette. 1859-ben vezérőrnaggyá léptették elő.
1866-ban az osztrák IV. hadtest kötelékében részt vett a porosz–osztrák háború számos csatájában. Schweinschádelnél és Königgrätznél a túlerőben lévő ellenség támadásainak különösen ki volt téve. Július 3-án József főherceg csapatai élén állva, sokáig feltartóztatta a porosz testőrség előrenyomulását. Közben négy lovat lőttek ki alóla. Amikor a hadtest parancsnoka, gróf Festetics Tasziló (1813-1883) altábornagy súlyos sebet kapott, egyik lábát elvesztette, és a harctérről el kellett szállítani, József főherceg átvette a hadtest vezényletét, dacára annak, hogy maga is megsebesült a kezén. Vitézségéért még ebben az évben megkapta a Katonai Érdemkeresztet. A königgrätzi csata után átvette a IV. hadtest parancsnokságát és altábornaggyá, rövidesen táborszernaggyá léptették elő és a Linzben állomásozó gyaloghadosztály élére állították.
1868. december 5-én megbízást kapott a Magyar Királyi Honvédség megszervezésére, melynek haláláig főparancsnoka lett. A honvédség megszervezésében és a kiképzés tökéletesítésében szerzett érdemeiért 1874-ben I. Ferenc József királytól megkapta a Szent István-rend nagykeresztjét, majd rövidesen lovassági tábornokká léptették elő.

## Tudományos és társadalmi tevékenysége

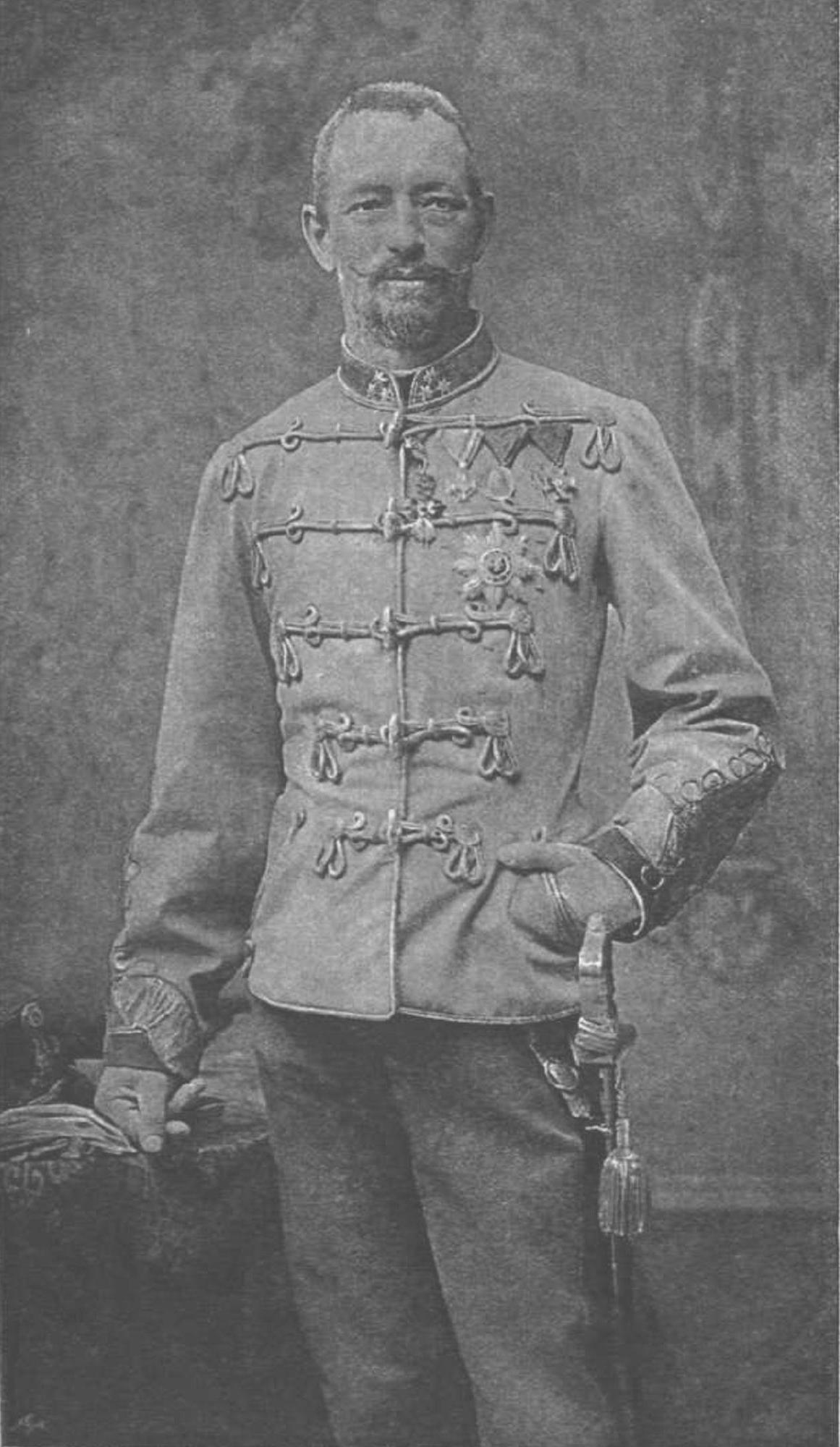
1890-es fénykép a főhercegről

József Károly nem csak katonai érdemei miatt volt népszerű Magyarországon, hanem mert a társadalmi és kulturális élet minden megnyilvánulásában sietett kimutatni, hogy magyar királyi herceg s mindenben a magyarokkal érez. Alig volt olyan nemzeti ügy vagy társadalmi mozgalom, amelynek pártját ne fogta volna. Házassága után Magyarországra költözött, és a család alcsúti birtokán telepedett le. Nagy szenvedéllyel gondozta az alcsúti arborétumot, botanikai kutatásokat végzett, melyek eredményét több tanulmányban tette közzé. Kisjenőn és Alcsúton kertészeti mintagazdaságot hozott létre. Az ő birtokában volt a budapesti Margit-sziget is, melyet üdülőhellyé épített ki és számos növényritkasággal ültette be. 1871-ben ő építtette meg a szigeti lóvasutat, mely utolsó útját 1928. április 10-én tette meg. Jelentős részt vállalt a szigetet a Margit híddal összekötő szárnyhíd megépítésének költségeiből is.

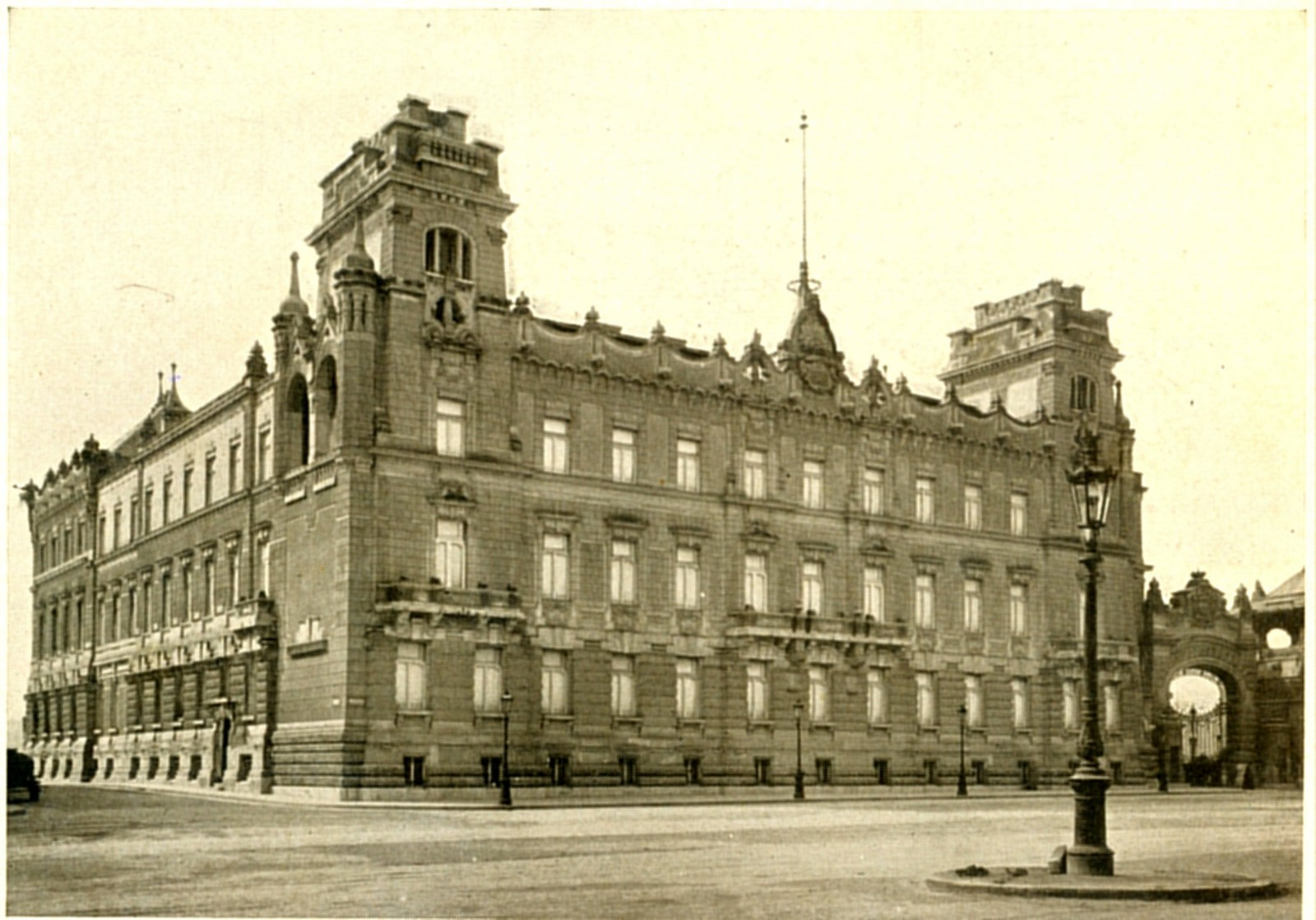
A budavári József főhercegi palota, az 1902-es átépítés után

1873-ban, már a Magyar Honvédség főparancsnokaként a Szent György téren álló Teleki-palotába költöztette az új Honvéd Főparancsnokság hivatalait. 1889 után, amikor a hivatalokat átköltöztették a Dísz téren megépült új Magyar Királyi Honvédelmi Minisztérium épületébe, József Károly főherceg megvásárolta a Teleki-palotát a maga számára. 1902-ben historizáló stílusban átépítette és kibővítette, Korb Flóris és Giergl Kálmán tervei alapján. Elhunyta után a főhercegi palotát fia, József Ágost főherceg örökölte. (Az épület Budapest 1944–45-ös ostroma során megsérült, 1968-ban felrobbantották).
Az ipar előre mozdításáért sokat tevékenykedett, többek között ő volt az alapítója a Magyar Gazdasági Egyesületnek. Számos jótékonysági intézmény létrehozásában is közreműködött, vagy kezdeményezőként vagy pártfogóként. Az ő nevéhez fűződik a crikvenicai László főherceg otthon (László menhely) alapítása, melyben beteg gyermekeket üdültettek, szintén a horvát tengerparti városban megvásárolta a Frangepán-kolostort honvédtisztek gyógy- és üdülőhelyéül. A budapesti poliklinika-egyesületnek és a tüdővész-szanatórium-egyletnek is a védnöke volt. A természet iránt -különösen a növénytan- is érdeklődött, erről 1892-ben megjelent írása is tanúskodik, melyben az alcsúti arborétum növényeit mutatja be.
Még fiatal korában a Wasa gyalogezred tisztjeként cigány katonáitól megtanulta a cigány nyelvet és ettől kezdve behatóan foglalkozott a cigány nyelvvel és folklórral. Elsőként tett konkrét lépéseket a magyarországi cigányság letelepítésére és állandó munkavállalásuk biztosítására. Birtokaira cigányokat próbált letelepíteni, akik számára állandó megélhetést, gyermekeiknek iskolai oktatást nyújtott. A cigánysággal kapcsolatos kutatásaival nemzetközi hírnevet szerzett. Ő írta az első cigány-magyar szótárt, és az első cigány nyelvtannal foglalkozó szakkönyvet, melyeket a Magyar Tudományos Akadémia adott ki. 1881-ben az Akadémia igazgatósági, 1888-ban tiszteleti tagjává választották. 1896-ban a budapesti, 1897-ben a kolozsvári egyetem tiszteletbeli doktora lett. A budapesti Philológiai Társaság és a londoni Japan Society is tiszteletbeli tagjának választotta.
Jelentős részt vállalt a magyar tűzoltóság megszervezésében. Megindította Az Osztrák–Magyar Monarchia Irásban és Képben című földrajzi és néprajzi kiadványt (21 kötet-főszerkesztők Jókai Mór magyar és Weilen német nyelven), amely a Révai Testvérek Irodalmi Intézet Részvénytársaság kiadásában jelent meg 1886 és 1902 között.
A 21 kötetből 7 foglalkozik a korabeli Magyarországgal. A néprajzi fejezetek írói között található többek között: Jókai Mór, Mikszáth Kálmán, Eötvös Károly, Benedek Elek és mások.
József Károly főherceg – családjával egyetemben – hatalmas népszerűségnek örvendett Magyarországon. Erre utal beceneve is: „Palatinus Jóska”. Népszerűségét igazolják azok az anekdoták is, amelyek közül egyet érdemes említeni. A főherceggel baráti kapcsolatba került Arany János, aki sokat időzött a főherceg birtokában lévő Margit-szigeten. Egy alkalommal a szigeten sétáló főherceg meglátta Aranyt, amint egy padon üldögélve, kapcsos könyvébe írogat. Csendesen a költő háta mögé lopózott és úgy látta, hogy a vers, melyen a költő dolgozik, „A tölgyek alatt” címet viseli. A botanikában járatos főherceg odaszólt a költőnek: „Ohó, kedves Arany úr, ezek a fák, a hol most ül, hársak. Ha a tölgyeket akarja megénekelni, menjen egy paddal arrébb!” De hasonló tréfás történeteket meséltek Deákkal és Széchenyivel kapcsolatosan is.

## Házassága, gyermekei

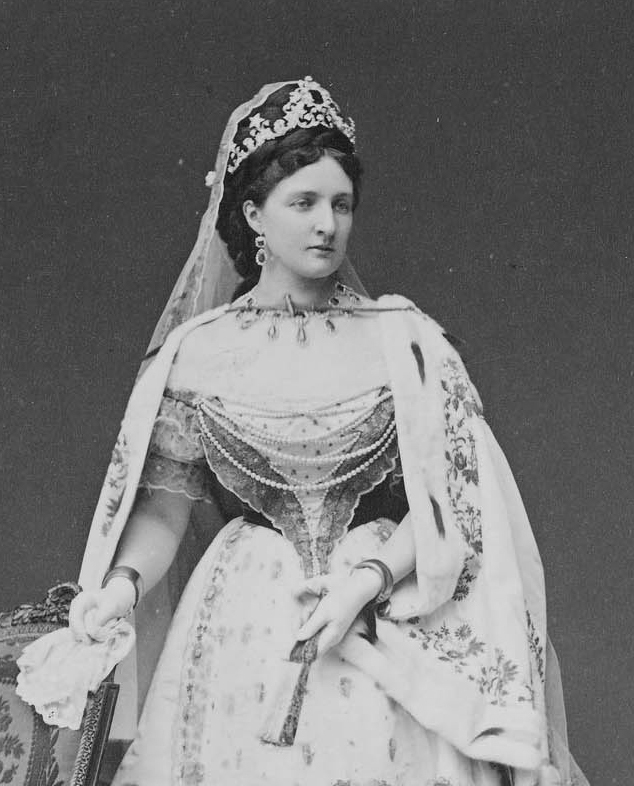
Klotild Mária hercegnő

1864. május 12-én vette feleségül Klotild Mária Adél Amália szász-koburgi és gothai hercegnőt, I. Lajos Fülöp francia király unokáját. A házaspárnak hét gyermeke született, közülük hatan érték meg a felnőttkort:
- Erzsébet (Linz, 1865. március 18. – 1866. január 7.), kisgyermekként meghalt,
- Mária Dorottya Amália főhercegnő (Alcsút, 1867. június 14. – Alcsút, 1932. április 6.)[7] 1896. november 5-én férjhez ment Fülöp orléans-i herceghez.
- Margit Klementina Mária (Alcsút, 1870. július 6. – Regensburg, 1955.) 1890. július 15-én férjhez ment Albert Thurn und Taxis-i herceghez, Erzsébet királyné nővérének fiához.
- József Ágost főherceg, honvéd tábornagy (Alcsút, 1872. augusztus 9. – Rain bei Straubing, Bajorország, 1962. július 6.).
- László Fülöp Mária Vince főherceg (Alcsút, 1875. július 16. – Budapest, 1895. szeptember 6.),  a honvédség 1. gyalogezredének hadnagya, vadászbalesetben halt meg.
- Erzsébet Henrietta Klotild Mária Viktória főhercegnő (Alcsút, 1883. március 9. – Regensburg, 1958), férjhez ment Decleva Zoltánhoz,
- Klotild Mária Rainera Amália Filoména főhercegnő (Fiume, 1884. május 9. – Alcsút, 1903. december 14.), fiatalon meghalt.

József Károly főherceg 1881-ben, Fiuméban megvásárolta az Adriai-tenger partján fekvő, később Villa Giuseppe néven emlegetett kastélyt. A főherceg az elkövetkezendő években jelentős átalakításokba kezdett. A környező kisebb kastélyokat megvásárolta és leromboltatta így nyerve több hektáros területet a kialakítandó park számára. Magát a kastélyt 1892 és 1895 között újíttatta fel és bővítette ki Pietro és Raffaelle Culotti horvát építészekkel. A kastély egészen 1916-ig volt a főhercegi család téli tartózkodási helye, amikor is az özvegy Klotild főhercegné eladta azt. József főherceg orvosai tanácsára töltötte a teleket az enyhébb levegőjű Adria melletti kastélyban. Ez a fiumei kastély lett a főherceg halálának színhelye 1905-ben. Fia, József Ágost és családja a teleket szintén e vidéken töltötte voloscai villájában (Villa Gisellina), Abbázia közelében.

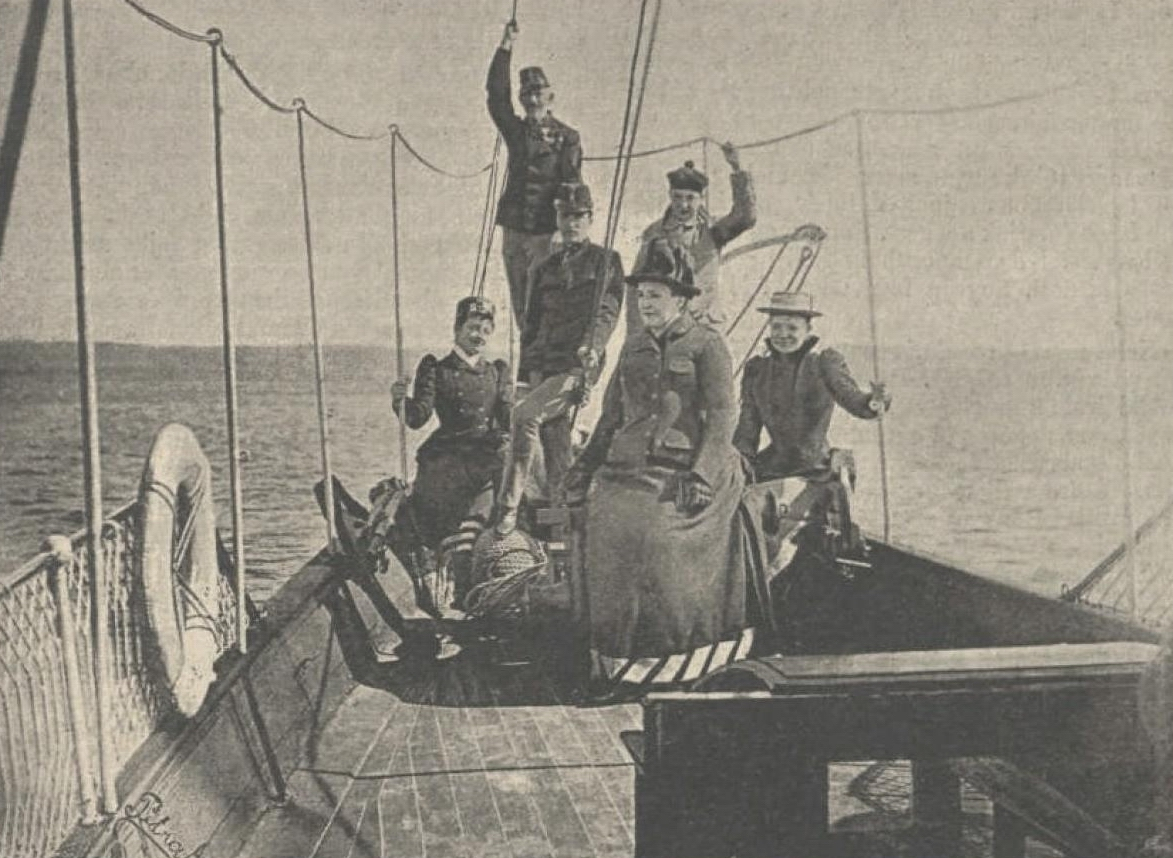
A főhercegi család a Deli jacht fedélzetén. Középen Klotild főhercegné, tőle jobbra Mária Dorottya, mellette József Ágost és László főhercegek, hátul József Károly. Klotildtól balra udvarhölgye, Sztáray grófnő ül. (Petrák A. kir. hajógépész fényképe)

## Főbb művei
- Alcsúti ásatások (Archaeologiai Értesítő, 1872)
- Növényhonosítási kísérletek Fiumében 1881-től 1885-ig (Kolozsvár, 1885)
- Egy rendkívüli tél hatása Fiumében (Kolozsvár, 1886)
- Czigány nyelvtan. Románo Csibákero Sziklaribe (Budapest, 1888) Németül
- Fundamentum linguae Zingaricae (Budapest, 1888)
- Eredeti cigány levelek (Egyetemi Philologiai Közlöny, 1890)
- Háladatos cigányok, mint életmentők (Budapest, 1891)
- Arboretum Alcsuthiense. Az alcsúthi kertben honosított fák és cserjék leltára (Kolozsvár, 1892)
- Észleletek az Alcsúton letelepedett sátoros cigányokról (Budapest, 1893)
- A cigányokról. A cigányok történelme, életmódja, néphite, népköltése, zenéje, nyelve és irodalma (Wloslocki Henrikkel, Budapest, 1894)
- Thiere im Glauben der Zigeuner (Urquell, 1895. évfolyam)